# Svobodné královské město
Svobodná královská města (slovensky slobodné kráľovské mesto, latinsky libera regia civitas, maďarsky szabad királyi város, chorvatsky srbsky slobodni kraljevski grad) byla města v Uhersku, která nebyla podřízena župním orgánům příslušné stolice, měla svou vlastní samosprávnou a zákonodárnou moc, jejich obyvatelé si převážně sami volili své rychtáře a městské orgány. Tato města tvořila v Uhersku tzv. čtvrtý stav a v tehdejší feudální společnosti byla ostrůvky demokracie.

## Počátky a rozvoj měst na území Slovenska

### Města na území Slovenska v předuherských časech
Na území Slovenska se za předchůdce středověkých měst považují keltská oppida (městečka), jejichž pozůstatky se našly na území Bratislavy, nebo v okolí Plaveckého Podhradí. Po příchodu Slovanů v (5. století) a později Avarů na území Slovenska začala postupně vznikat opevněná hradiště. V 8. století se na území Velké Moravy z těchto hradišť konstituovala hradní města, jako centra politického, vojenského, ekonomického a náboženského života. Toto období se považuje za počátek vzniku měst na slovenském území.

### Města v Uhersku
Během 13. století dochází k rozdělení sídel na sídla městského a venkovského charakteru. Městům, ale i osadám, byla ve 13. století udělována první městská privilegia. Nejstarší privilegia udělil král Béla IV. již před mongolským vpádem dnešnímu městu (Trnava v roce 1238). Městská privilegia mohla však udělovat i šlechta (ta jim však mohla dát jen právo na zřízení trhu), takže začalo docházet k postupné diferenciaci mezi městy, a to na královská města a nekrálovská města.
Města vznikala buď na neobydlené půdě, nebo na místě předchozích malých osad. Některá města, jako například Nitra (1248), Košice (1290) či Bratislava (1291), však existovala i dříve a sva privilegia dostala jen dodatečně. Většina měst na Slovensku, která vznikla v 13. a 14. století však vznikla na královské půdě, vyňaté z královské domény.
Mnoho osad, které si dělaly naději stát se městy a dostaly i městská privilegia, se nakonec městy nestaly. Byly mezi nimi například Babiná, Očová či Poniky ve Zvolenské stolici, Brehy v Tekovské, Malženice v Bratislavské, Odorín a Veľbachy v Spišské a jiné osady v dalších stolicích. Povyšování vesnic na města se rozmohlo zejména za vlády krále Zikmunda Lucemburského, i když to byla města často jen podle názvu. Většinou se označovala jako městečko, latinsky oppidum.
Města v Uhersku však, na rozdíl od měst v ostatní Evropě, si na základě udělených privilegií mohla volit své starosty a městské rady.

### Zastoupení na Uherském sněmu
Od 15. století se představitelé měst mohli účastnit shromáždění Uherského sněmu, ale dohromady měli jen jeden hlas. Počátek tohoto stavu je v roce 1405, kdy král Zikmund Lucemburský pozval představitele královských měst, městeček a svobodných obcí na zasedání sněmu. Roku 1432 byli zástupci měst přítomni i na řádném stavovském sněmu, což se od roku 1445 stalo pravidelným jevem.
Od roku 1608 se však sněm rozdělil na horní a dolní komoru (tabuli). V horní tabuli zasedali preláti (zástupci církve) a světští velmoži. Na jejím čele stál palatin, který byl zároveň i hlavou celého sněmu. Dolní tabule byla určena pro ostatní šlechtu, feudály a města. Jejími členy byli dva zástupci za každou stolici, svobodné královské město a kapitulu. Po jednom členovi měla převorství a opatství (konventy). Předsedou dolní tabule byl králův osobník.

## Svobodná královská města na Slovensku

### Pojem Svobodné královské město
Zákonný článek uherského sněmu č. 5 /1514, kterým se dokonstituovala stavovská příslušnost uherských měst, také jmenoval příslušné kategorie měst. Od toho roku tedy došlo k formálnímu rozdělení měst na svobodná královská města - civitas, která se tímto stala čtvrtým stavem Uherska, privilegovaná oppida a městečka (oppida), která se velikostí nelišila od vesnic, měla však přidělena jistá privilegia.
Svá privilegia od panovníků dostala města většinou už před lety 1405 resp. 1514, ale až od roku 1514 (resp. 1498) je používání označení svobodné královské město korektní i po formální stránce, i když tato města od ostatních v Uhersku z hlediska privilegií vyčlenil již král Zikmund Lucemburský roku 1405.

### Svobodná královská města na území Slovenska
Podle dvou dekretů krále Vladislava II. z let 1498 a 1514 byla na Slovensku následující svobodná královská města:
- Tavernikální:
  - Bardejov
  - Bratislava
  - Košice – druhé město v hodnostním pořadí svobodných královských měst po Budíně podle privilegia z roku 1347
  - Prešov
  - Trnava
- Personální:
  - Levoča
  - Skalica
  - Trenčín
  - Sabinov
- Báňská:
  - Banská Belá
  - Banská Bystrica
  - Banská Štiavnica
  - Kremnica
  - Ľubietová
  - Nová Baňa
  - Pukanec
  - Zvolen

Některá zemanská města se časem, zejména během 16. století, dostala na úroveň královských měst a měla dokonce i právo meče, byla osvobozeny od různých poplatků a mýtného a vlastnila i poddanské vesnice. Městský charakter mělo na Slovensku přibližně 110 sídel. Svobodná královská města byla však povětšinou jediná, která mohla být obehnána městskými zdmi.
V roce 1608 přešla pravomoc udělovat privilegia městům z panovníka na nejvyšší administrativně-politický úřad Uherska, Uherský sněm. Podle zákonného článku XVII/1687 mohl panovník povýšit město na svobodné královské město jen se souhlasem sněmu (neboť šlechta tímto ztrácela nad městem kontrolu), což však často ignoroval a o souhlas požádal až dodatečně.
V průběhu 16. až 18. století byla na svobodná královská města povýšeny:
- - Brezno (1650)
  - Kežmarok (1405, v 15. století upadl do poddanství Kežmarskému hradu, 1655 opětovně)
  - Komárno (16. březen 1745)
  - Krupina
  - Modra (1607)
  - Pezinok (1647)
  - Svätý Jur (1647)

- Města v polské zástavě:
  - Hniezdne (1566)
  - Podolínec
  - Stará Ľubovňa

### Zánik titulu Svobodné královské město
V roce 1848, zák. čl. XLIII/1848 došlo k rozdělení svobodných královských měst podle jejich velikosti na malá, střední a velká. Zrušena byla funkce taverníka a tavernikálního soudu.
K výraznějším změnám v právní kategorizaci měst docházelo v 70. letech 19. století, kdy se uskutečňovala reforma veřejné správy. V roce 1876 se 28 ze 47 uherských svobodných královských měst stalo městy se zřízeným magistrátem. Na území Slovenska tak zůstaly svobodnými královskými městy pouze Banská Štiavnica, Košice, Komárno a Bratislava.
Zákonným článkem XXI /1886 byla svobodná královská města, které zbyla z roku 1876, formálně zrušena a zařazena mezi municipální města, tj. města nezávislá na župní správě, která byla se župami rovnocenná (tato města a župy tvořily spolu tzv. municipal). Titul svobodné královské město se čestně používal do roku 1918, resp. pro města Košice a Komárno v rámci Maďarského království i v letech 1938 – 1945.

## Městská samospráva

### Charakteristika uherské městské samosprávy
Uherská privilegovaná města byla samostatnými právními osobami, měla vlastní městské pečeti, znaky a především volené reprezentanty. Ve vlastní kompetenci rozhodovala o všech svých záležitostech a proti jejich rozhodnutí bylo možné se odvolat jen u krále, resp. tavernikálního soudu. Rychtář a městská rada (senát) byli na vlastním území zcela suverénními institucemi. Taková míra nezávislosti neměla obdobu v jiných evropských městech. Panovníci v jiných evropských královstvích zpravidla kontrolovali svá města prostřednictvím jmenovaného zmocněnce (např. České království – konšelé, Polsko – fojt). Dalším jednotícím atributem uherské městské samosprávy byl fakt, že nerozlišovala zvlášť orgány soudní a zvlášť správní. Rychtář byl zároveň i soudcem. Předešlo se tak zájmovým sporům, typickým pro jiná evropská města.

### Městské orgány a způsob jejich volby
Každé svobodné královské město mělo své vlastní městské orgány, odlišné od ostatních. Společný byl rychtář, městská rada, tribun lidu a volená obec, nikoli způsob jejich volby. Města na území Slovenska se formou svých orgánů a jejich restaurace dají rozdělit do tří regionálních okruhů:

#### Bratislavský model
Město Bratislava mělo vyvinutý systém samosprávy, který se vyznačoval participací všech držitelů městských práv při volbě kandidátů do důležitých městských úřadů. Městská rada měla 13 členů, v jejím čele stál rychtář, volený na jeden rok, zpravidla však pobývající v úřadě minimálně dva roky. Druhou nejvýznamnější funkcí byl úřad purkmistra, který dohlížel na městské hospodářství. Městský kapitán byl zodpovědný za obranu města a údržbu opevnění. Purkmistr a kapitán byli voleni na období jednoho roku. Při vážných příležitostech a výběru kandidátů do funkcí města se svolávala volená obec (vnější rada, 60–100členná). Členové městské a vnější rady byli voleni na doživotí a to všemi držiteli městských práv.
Na čele vnější rady stál tribun lidu, který ji reprezentoval před užší městskou radou, tak jako celé měšťanstvo.
Bratislavský model byl rozšířen na západním Slovensku ve městech Trnava, Svätý Jur, Pezinok, Modra, Skalica a do jisté míry i v Trenčíně a Komárně. Podobný systém samosprávy však fungoval i ve vzdálenějších spišských městech jako Gelnica, Rožňava, Spišská Nová Ves.

#### Středoslovenský model
Města na středním Slovensku neměla systém volených obcí, měla jen 24členné tzv. vnější rady se stejnou funkcí. Členové městských rad (12členné i s rychtářem) byli voleni na doživotí, rychtář pouze na jeden rok také všemi držiteli městských práv; jiné představitele města na středním Slovensku neměli.

#### Budínský model
V Budíně se na obnovování městské rady neúčastnili všichni držitelé městských práv, ale pouze okolo 50 jednotlivců určených městskou radou, která odstupovala z funkce. Tím se moc ve městě soustřeďovala do rukou patricijských klanů, kterými byly obvykle nejbohatší kupecké rodiny. Městská rada měla 13 členů, v jejímž čele stál rychtář. Členové městské rady byli tak jako rychtář voleni pouze na dobu jednoho roku, princip doživotnosti setrvávání v úřadě zde byl neznámý. Tento systém samosprávy byl na území Slovenska obvyklý v městech Pentapolitany, a tedy ve městech Košice, Prešov, Levoča, Bardejov, Sabinov a Kežmarok. V těchto městech měl mimořádnou kompetenci tribun lidu, který spolu s rychtářem měl i hospodářskou funkci a po rychtáři byl i nejdůležitější postavou samosprávy.

### Sjednocení fungování samosprávy v uherských městech
Panovnický dvůr se snažil v 18. století o sjednocení způsobu volby a formy městských orgánů na území celého Uherska. Cílem bylo, aby volit mohli jen členové volené obce, jejichž členové měli být voleni na doživotí, členové městských rad, rychtáři, purkmistr, tribuny lidu, městští kapitáni minimálně na dva roky.
V 50. letech 18. století panovnický dvůr úspěšně dosáhl staletého úsilí o jednotnou formu městských orgánů a jejich voleb, když se jako poslední podvolily Košice (kvůli neuznávané doživotnosti zastávání úřadu členy městské rady). Od roku 1755 se kandidáti na všechna místa v samosprávě vybírali už jen z mezi členy městské rady, což bylo dalším významným omezením starých demokratických tradic měst, neboť do té doby se jejich členem mohl stát kdokoliv z měšťanů. V roce 1765 královská komora sjednotila formu hlasování do městských rad (volilo se vhazováním kuliček do více uren označených jmény kandidátů).

### Omezování městské samosprávy v období absolutismu
Na rozdíl od míst v ostatní Evropě si svobodná královská města v Uhersku zachovávala rozsáhlou formu samosprávy během dlouhého období své existence. Zlom nastal až s příchodem Habsburků na uherský trůn. V 70. letech 17. století po potlačení Vesselényiho spiknutí (1666) začal král Leopold I. zasahovat do pravomocí těchto měst. Trnem v oku vídeňského dvora bylo i převážně protestantské obyvatelstvo těchto měst, což představovalo překážku v rekatolizačním úsilí Vídně. Cílem panovníka začalo být odstranění protestantů z vedení těchto měst, stanovení minimálních počtů katolíků v městských radách (přestože v některých městech nebyli žádní katolíci), ovlivňování voleb členů městských rad a starostů, omezení demokracie v těchto městech.
Po Šoproňském sněmu (1681), kterému předcházelo Tököliho povstání, panovník potvrdil staré výsady a deklaroval náboženskou svobodu. Přesto se však stanovila podmínka minimálního počtu (50%) katolíků v městských radách svobodných královských měst.
V roce 1711 se Satmárským mírem skončilo poslední protihabsburské stavovské povstání v Uhersku – povstání Františka II. Rákocziho. V roce 1714 přijal sněm v Prešpurku ustanovení, kterým se zakazovalo městům volit si úřady bez přítomnosti královských komisařů vysílaných dvorem do jednotlivých královských měst. Panovnický dvůr se snažil i o ovlivňování volby členů rad, častokrát královský komisař volbu zrušil, když nevyhrál předem vybraný favorit či přímo jmenoval člena rady kandidáta, který ani nebyl měšťanem.
Na konci 18. století svobodná královská města ovládla šlechta, jelikož ustanovení uherské komory žádalo, aby se představiteli měst stali lidé vzdělaní, ovládající právo a jazyky, což se na první pohled zdálo být logickým požadavkem, který však většinou prostí měšťané nemohli splňovat. Šlechtici díky tomu měli v 18. století převahu v městských radách a nemohli tedy hájit zájmy měst tak, jako měšťané a příslušníci jednotlivých cechů, kteří v minulosti svá města ovládali. Tato úprava vydána Uherskou komorou také upravovala způsob volby všech orgánů měst, jejich instalaci do úřadů, nakládání s penězi (investice, půjčky) a jiné záležitosti měst.

## Pravomoci a povinnosti měst
Svobodná královská města měla tyto pravomoci:
- svobodná volba rychtáře, městského zastupitelstva, orgánů města a kněze
- zákonodárná moc na půdě města (včetně hrdelního trestu)
- právo na osvobození od placení mýtného, roboty, placení třicátku (lokálně či v celém Uhersku)
- svobodné odkazování majetku potomkům ze strany jednotlivých měšťanů
- právo skladu (ve větších městech)
- právo trhu
- zeměpanské právo
- určování měr a vah platných ve městě a jejich kontrola
- hospodářské záležitosti

V případě soudní pravomoci neexistovala možnost odvolání k vyššímu soudu, rozsudky byly konečné. Jedinou možností na změnu trestu (i hrdelního) byla žádost o milost k panovníkovi, město však nemuselo čekat na jeho rozhodnutí.
Mezi povinnosti patřilo například i:
- odvádění daní králi (cenzus)
- pohoštění krále v případě návštěvy (decenzus)
- novoroční dary
- povinnost postavit vojáky do královského vojska (pouze v počátku)

## Obyvatelstvo svobodných královských měst
Během stavovských povstání počet obyvatel měst výrazně poklesl, ale po posledním povstání a uzavření Satmárského míru roku 1711 nastalo téměř stoleté klidné období, během kterého došlo k ekonomickému rozvoji celé monarchie. Počet obyvatel měst narostl o více než 100 %, většina míst se zbavila svých dluhů a bohatla. V roce 1720 žilo ve svobodných královských městech na Slovensku asi 65 000 obyvatel. V roce 1778 to již bylo 58 000 obyvatel mužského pohlaví a 62 000 žen a dalších minimálně 16 000 obyvatel báňské komory v Banské Štiavnici, celkem tedy více než 136 000 obyvatel.
Měšťanem se mohl stát člověk nejen narozením, ale i přistěhovalci z venkova, řemeslníci, obchodníci či horníci díky svým zásluhám.
Na konci 17. století tvořili ve většině z měst na Slovensku majoritu Němci, jen ve Skalici a Trenčíně to byli Slováci a v Komárně Maďaři. Slováci však v těchto městech žili, tvořili významný podíl a od roku 1608 byli spolu s Maďary rovnoprávní s Němci. Postupně v jednotlivých městech došlo k dohodě o zastoupení představitelů jednotlivých národností podle dohodnutých národnostních klíčů. V 18. století však panovnický dvůr v rámci reforem týkajících se měst zrušil i tyto dohody. Ve většině měst na území Slovenska však byla slovenština úřední řečí vedle latiny, němčiny a maďarštiny a její znalost byla vysoce vážená (dokonce i v maďarském Komárně), neboť tyto čtyři jazyky byly považovány v té době za kulturní jazyky Uherska. Během 18. století Slováci ve většině těchto míst zejména díky přistěhovalectví získali majoritu, v minulosti protestantská (evangelická) města i díky tomu, ale i díky silné rekatolizaci ztratila svůj protestantský ráz a katolíci v nich vytvořili buď silnou menšinu nebo i většinu.